# Seconde expédition de Chiloé
Guerre hispano-sud-américaine (1865-1866)
Batailles
m
- Tomé
- Papudo
- Chiloé (1re)
- Abtao
- Chiloé (2e)
- Paquete del Maule
- Valparaíso
- Callao
- Tornado

La seconde expédition de Chiloé ou seconde expédition à Abtao était une opération navale espagnole développée pendant la guerre hispano-sud-américaine dans le prolongement de la précédente dans le but de localiser et de détruire la flotte péruano-chilienne qui se cachait dans l'archipel de Chiloé.

## Expédition
L'escadre espagnole chargée de la mission, formée par la frégate blindée Numancia et de la frégate à hélices Blanca, trouva les navires alliés abrités à Huite, un estuaire étroit et très difficile d'accès sur le côté oriental de l'île de Chiloé dont l'embouchure avait été bloquée par les navires alliés, renforcée avec des batteries de canons récupérées sur la frégate péruvienne Amazonas échouée. Les frégates espagnoles, voyant qu'elles ne pouvaient pas forcer l'entrée et que leurs adversaires n'avaient pas l'intention de quitter leur abri, ont décidé de mettre fin à la mission. Sur le chemin du retour, les espagnols ont capturé le vapeur chilien Paquete de Maule transportant des soldats.
Bien que les navires alliés n'aient pas pu être détruits, ils resteront dans leur abri pour le reste de la guerre. Seules les corvettes péruviennes Unión et América partiront fin mars 1866 en direction du détroit de Magellan, dans le sens opposé à celui des navires espagnols. L'inactivité de la flotte combinée lui a valu d'être connue au Pérou et au Chili sous le nom d '«Armada invisible». 

### Conséquences
Le 2 mars, deux navires espagnols engagent un combat mineur contre les troupes chiliennes du 4e bataillon d'Ancud.
Le 9 mars, le vapeur chilien Paquete del Maule, sans aucun canon, sera capturé par la frégate espagnole Blanca qui allait à Valparaiso. Le lendemain il se saisit de deux barges chargées de charbon, l'une prussienne et l'autre italienne.